# Костюченко Олександр Іванович
Олекса́ндр Іва́нович Костюче́нко (15 серпня 1930, Київ — ?) — радянський, український шахіст, майстер спорту СРСР (1959).

## Біографія
Олександр Костюченко народився та проживав у Києві. За фахом — інженер.
Багаторазовий учасник фінальних турнірів чемпіонатів України, найкраще досягнення — поділ 5-6 місць у 1952 та 1961 роках. Багаторазовий учасник першостей Києва, бронзовий призер 1962 року.
Виступав за ДСТ «Авангард». Вважався міцним шаховим середняком, не посідав на турнірах високих місць, але й не часто опускався нижче середнього рівня.
До введення рейтингу Ело, його найкращий історичний рейтинг був у квітні 1961 року — 2509 очок (164 місце у світі)..
Автор (спільно з Петром Римаренком) книги «Таємниці шахового поля» (Київ, 1984).

## Турнірні результати

### Результати виступів у чемпіонатах України
Олександр Костюченко зіграв в 11 фінальних турнірах чемпіонатів України, набравши при цьому 92 очки зі 188 можливих (+50-54=84).
| Рік  | Місто | Турнір                 | + | − | =  | Результат | Місце   |
| ---- | ----- | ---------------------- | - | - | -- | --------- | ------- |
| 1952 | Київ  | 21-й чемпіонат України | 5 | 3 | 7  | 8½ з 15   | 5 — 6   |
| 1954 | Київ  | 23-й чемпіонат України | 4 | 6 | 8  | 8 з 18    | 14      |
| 1956 | Київ  | 25-й чемпіонат України | 6 | 4 | 9  | 10½ з 19  | 6 — 9   |
| 1957 | Київ  | 26-й чемпіонат України | 0 | 9 | 8  | 4 з 17    | 18      |
| 1959 | Київ  | 28-й чемпіонат України | 4 | 5 | 12 | 10 з 21   | 13      |
| 1960 | Київ  | 29-й чемпіонат України | 5 | 5 | 7  | 8½ з 17   | 7       |
| 1961 | Київ  | 30-й чемпіонат України | 5 | 3 | 7  | 8½ з 15   | 5 — 6   |
| 1962 | Київ  | 31-й чемпіонат України | 5 | 3 | 9  | 9½ з 17   | 7 — 8   |
| 1963 | Київ  | 32-й чемпіонат України | 5 | 6 | 6  | 8 з 17    | 13 — 14 |
| 1964 | Київ  | 33-й чемпіонат України | 6 | 6 | 7  | 9½ з 19   | 10 — 11 |
| 1967 | Київ  | 36-й чемпіонат України | 5 | 4 | 4  | 7 з 13    | 19 — 23 |

### Інші турніри
| Рік  | Місто | Турнір                                                 | + | − | = | Результат | Місце   |
| ---- | ----- | ------------------------------------------------------ | - | - | - | --------- | ------- |
| 1952 | Київ  | Чемпіонат Києва                                        |   |   |   | 6½ з 12   | 5 — 7   |
| 1954 | Київ  | Чемпіонат Києва                                        |   |   |   | 7½ з 13   | 6       |
| 1955 | Київ  | Чемпіонат Києва                                        |   |   |   | 3½ з 14   | 15      |
| 1956 | Київ  | Чемпіонат Києва                                        |   |   |   | 8½ з 15   | 5 — 8   |
| 1958 | Київ  | Чемпіонат Києва                                        | 2 | 5 | 6 | 5 з 13    | 13      |
| 1959 | Київ  | Чемпіонат Києва                                        |   |   |   | з 15      | 13      |
|      | Київ  | Першість ДСТ «Авангард»                                | 2 | 5 | 8 | 6 з 15    | 15      |
| 1960 | Київ  | Першість ДСТ «Авангард»                                | 3 | 2 | 9 | 7½ з 14   | 4 — 7   |
| 1961 | Київ  | Чемпіонат Києва                                        | 3 | 1 | 8 | 7 з 12    | 5 — 6   |
| 1962 | Київ  | Чемпіонат Києва                                        |   |   |   | 7 з 11    | Bronze  |
|      | Київ  | Першість ДСТ «Авангард»                                | 6 | 3 | 6 | 9 з 15    | 5 — 7   |
|      |       | Матч Українська РСР — Болгарія (проти Філіпа Філіпова) | 1 | 1 | 0 | 1 з 2     |         |
| 1963 | Київ  | Чемпіонат Києва                                        | 5 | 4 | 5 | 7½ з 14   | 6 — 8   |
|      | Київ  | Першість ДСТ «Авангард»                                | 2 | 5 | 6 | 5 з 13    | 10      |
| 1966 | Київ  | Чемпіонат Києва                                        |   |   |   | з 14      | 10      |
| 1969 | Київ  | Чемпіонат Києва                                        |   |   |   | 7 з 15    | 11 — 12 |